# Mandevilla callacatensis
Mandevilla callacatensis är en oleanderväxtart som beskrevs av Markgraf. Mandevilla callacatensis ingår i släktet Mandevilla och familjen oleanderväxter. Inga underarter finns listade i Catalogue of Life.